# Herb Pełczyc
Herb Pełczyc – jeden z symboli miasta Pełczyce i gminy Pełczyce w postaci herbu.

## Wygląd i symbolika
Herb przedstawia na białej tarczy typu hiszpańskiego dąb z zielonymi liśćmi, brązowym pniem i jasnobrązowymi żołędziami. Dąb osadzony jest na zielonym pagórku, na którym o drzewo opiera się łapami stojący czarny niedźwiedź z czerwonym językiem skierowany w prawą stronę (heraldycznie) tarczy herbowej.

## Historia
Wizerunek niedźwiedzia opartego o drzewo występuje na pieczęci z XVI wieku. Wzór graficzny oraz opis herbu, zgodny z zasadami heraldyki został uregulowany 23 czerwca 1995 uchwałą Rady Miejskiej nr XI/56/95.